# 杰伊·斯威特
杰伊·斯威特（英語：Jay Sweet，1975年8月11日—），生于南澳大利亚州阿德莱德，澳大利亚男子自行车运动员。他曾代表澳大利亚参加1998年英联邦运动会自行车比赛，获得男子公路赛金牌。